# Rally Acrópolis de 2013
El Rally Acrópolis de 2013 fue la 59 edición y la sexta ronda de la temporada 2013 del Campeonato Mundial de Rally. Se celebró del 30 de mayo al 2 de junio y contó con un itinerario de catorce tramos sobre tierra que sumaron un total de 306.53 km cronometrados. Fue también la sexta ronda de los campeonatos WRC 2 y WRC 3 y la segunda del Campeonato Junior.
En la lista de inscritos estaba formada por 46 pilotos donde destacaban los habituales equipos Citroën (Mikko Hirvonen y Dani Sordo), Catar M-Sport WRT (Mads Ostberg y Evgeny Novikov), Catar World Rally Team (Nasser Al-Attiyah y Thierry Neuville), Volkswagen (Sébastien Ogier Jari-Matti Latvala y Andreas Mikkelsen), Abu Dhabi Citroën Total WRT (Khalid Al-Qassimi) y Jipocar Czech National Team (Martin Prokop). En la categoría WRC 2 se inscribieron 16 pilotos, en la Junior WRC diez y en la WRC 3 ninguno al igual que había sucedido en pruebas anteriores.

## Desarrollo
En el primer tramo del rally donde el ruso Evgeny Novikov marcó el mejor tiempo y se colocó líder provisional, varios pilotos tuvieron problemas debido a la dureza de la especial: Sébastien Ogier abandonó por problemas mecánicos, Mikko Hirvonen fue vigésimo segundo a casi seis minutos del mejor tiempo y Mads Ostberg arrancó una rueda y cedió tres minutos.
Novikov volvió a marcar el scratch en el segundo tramo y terminó el primer día líder pero en la primera especial del día dos de carrera, Latvala igualó el crono del ruso y posteriormente se puso en cabeza gracias en parte al pinchazo que sufrió su rival que le hizo caer a la octava posición. A partir de ahí el finlandés de Volkswagen lideró la prueba hasta el final y se hizo con su primera victoria de la temporada, la primera también con el Polo R WRC. Segundo fue Dani Sordo, que terminó a casi dos minutos de Latvala y tercero fue el belga Thierry Neuville. Andreas Mikkelsen que hacía su tercera prueba con el Polo R WRC terminó en la cuarta posición, la mejor hasta la fecha. Por su parte Novikov consiguió terminar noveno, Mikko Hirvonen escalo hasta la octava posición y Sébastien Ogier hasta la décima, además de marcar el mejor crono en el powerstage por lo que se fue de Grecia con cuatro puntos. En la categoría WRC 2 Robert Kubica se hizo con su primera victoria de la temporada y en el Mundial Junior, José Antonio Suárez también lograba su primera victoria.
Finalizada la carrera el equipo Citroën presentó una reclamación contra Volkswagen alegando que los tres Polo R WRC contaban con una batería adicional que contravenía el reglamento. Tras tres horas de reunión los comisarios de la prueba decidieron declinar la reclamación y los tres pilotos de la marca alemana conservaron sus posiciones de la clasificación final.

## Itinerario
| Día           | SS   | Tramo                    | Distancia | Hora  | Ganador                           | Tiempo  | Vel. med. | Líder rally        |
| ------------- | ---- | ------------------------ | --------- | ----- | --------------------------------- | ------- | --------- | ------------------ |
| Día 1 31 mayo | SS1  | Kineta - Pissia          | 47.70 km  | 18:28 | Evgeny Novikov                    | 32:58.6 | 86.8 km/h | Evgeny Novikov     |
| Día 1 31 mayo | SS2  | Kineta                   | 26.05 km  | 21:26 | Evgeny Novikov                    | 18:00.7 | 86.8 km/h | Evgeny Novikov     |
| Día 2 1 junio | SS3  | Klenia - Mycanae 1       | 17.41 km  | 08:23 | Jari-Matti Latvala Evgeny Novikov | 11:23.4 | 91.7 km/h | Evgeny Novikov     |
| Día 2 1 junio | SS4  | Ghymno 1                 | 17.61 km  | 09:38 | Jari-Matti Latvala                | 12:32.6 | 84.2 km/h | Jari-Matti Latvala |
| Día 2 1 junio | SS5  | Kefalari 1               | 18.40 km  | 10:33 | Jari-Matti Latvala                | 13:28.4 | 81.9 km/h | Jari-Matti Latvala |
| Día 2 1 junio | SS6  | Zirla 1                  | 21.36 km  | 11:59 | Dani Sordo                        | 13:12.6 | 97.0 km/h | Jari-Matti Latvala |
| Día 2 1 junio | SS7  | Klenia - Mycanae 2       | 17.41 km  | 15:10 | Jari-Matti Latvala                | 11:14.4 | 92.9 km/h | Jari-Matti Latvala |
| Día 2 1 junio | SS8  | Ghymno 2                 | 17.61 km  | 16:25 | Evgeny Novikov                    | 12:25.8 | 85.0 km/h | Jari-Matti Latvala |
| Día 2 1 junio | SS9  | Kefalari 2               | 18.40 km  | 17:20 | Evgeny Novikov                    | 13:14.2 | 83.4 km/h | Jari-Matti Latvala |
| Día 2 1 junio | SS10 | Zirla 2                  | 21.36 km  | 18:46 | Sebastien Ogier                   | 13:15.4 | 96.7 km/h | Jari-Matti Latvala |
| Día 3 2 junio | SS11 | Pissia 1                 | 11.47 km  | 10:23 | Andreas Mikkelsen                 | 8:13.7  | 83.6 km/h | Jari-Matti Latvala |
| Día 3 2 junio | SS12 | Loutraki 1               | 30.14 km  | 10:42 | Andreas Mikkelsen                 | 20:49.0 | 86.9 km/h | Jari-Matti Latvala |
| Día 3 2 junio | SS13 | Pissia 2                 | 11.47 km  | 13:37 | Andreas Mikkelsen                 | 8:08.9  | 84.5 km/h | Jari-Matti Latvala |
| Día 3 2 junio | SS14 | Loutraki 2 (Power Stage) | 30.14 km  | 13:56 | Sebastien Ogier                   | 20:38.5 | 87.6 km/h | Jari-Matti Latvala |

### Power Stage
- El último tramo, (Loutraki 2) otorgaba 3, 2 y 1 punto extra a los tres primeros clasificados del mismo.

| Pos | Piloto            | Tiempo  | Difer. | Veloc. media | Puntos |
| --- | ----------------- | ------- | ------ | ------------ | ------ |
| 1   | Sébastien Ogier   | 20:38.5 | 0.0    | 87.6 km/h    | 3      |
| 2   | Evgeny Novikov    | 20:48.4 | +9.9   | 86.9 km/h    | 2      |
| 3   | Andreas Mikkelsen | 20:50.1 | +11.6  | 86.8 km/h    | 1      |

## Clasificación final
| Pos.  | Piloto              | Copiloto             | Automóvil             | Tiempo    | Diferencia | Puntos |
| WRC   | WRC                 | WRC                  | WRC                   | WRC       | WRC        | WRC    |
| ----- | ------------------- | -------------------- | --------------------- | --------- | ---------- | ------ |
| 1.    | Jari-Matti Latvala  | Mikka Anttila        | Volkswagen Polo R WRC | 3:31:01.2 | 0.0        | 25     |
| 2.    | Dani Sordo          | Carlos del Barrio    | Citroën DS3 WRC       | 3:32:51.2 | +1:50.0    | 18     |
| 3.    | Thierry Neuville    | NIcolas Gilsoul      | Ford Fiesta RS WRC    | 3:33:15.3 | +2:14.1    | 15     |
| 4.    | Andreas Mikkelsen   | Mikko Markkula       | Volkswagen Polo R WRC | 3:34:56.3 | +3:55.1    | 12     |
| 5.    | Nasser Al-Attiyah   | Giovanni Bernacchini | Ford Fiesta RS WRC    | 3:35:13.8 | +4:12.6    | 10     |
| 6.    | Mads Ostberg        | Jonas Andersson      | Ford Fiesta RS WRC    | 3:36:49.9 | +5:48.7    | 8      |
| 7.    | Martin Prokop       | Michael Ernst        | Ford Fiesta RS WRC    | 3:38:23.6 | +7:22.4    | 6      |
| 8.    | Mikko Hirvonen      | Jarno Lehtinen       | Citroën DS3 WRC       | 3:38:57.8 | +7:56.6    | 4      |
| 9.    | Evgeny Novikov      | Ilka Minor           | Ford Fiesta RS WRC    | 3:39:13.0 | +8:11.8    | 2      |
| 10.   | Sebastien Ogier     | Julien Ingrassia     | Volkswagen Polo R WRC | 3:41:11.5 | +10:10.3   | 1      |
| WRC 2 |                     |                      |                       |           |            |        |
| 1.    | Robert Kubica       | Maciej Baran         | Citroën DS3 RRC       | 3:46:20.3 | 0.0        | 25     |
| 2.    | Yuty Protasov       | Kuldar Sikk          | Ford Fiesta RRC       | 3:47:50.1 | +1:29.8    | 18     |
| 3.    | Abdulaziz Al-Kuwari | Killian Duffy        | Ford Fiesta RRC       | 3:48:33.6 | +2:13.3    | 15     |
| 4.    | Oleksiy Tamrazov    | Pavlo Cherepin       | Ford Fiesta S2000     | 3:54:03.9 | +7:43.6    | 12     |
| 5.    | Rashid Al-Ketbi     | Karina Hepperle      | Škoda Fabia S2000     | 4:05:11.8 | +18:51.5   | 10     |
| JWRC  |                     |                      |                       |           |            |        |
| 1.    | José Antonio Suárez | Cándido Carrera      | Ford Fiesta R2        | 4:33:17.8 | 0.0        | 25     |
| 2.    | Pontus Tidemand     | Ola Floene           | Ford Fiesta R2        | 4:34:22.0 | +1:04.2    | 18     |
| 3.    | Sander Pärn         | Ken Järveoja         | Ford Fiesta R2        | 4:41:55.2 | +8:37.4    | 15     |
| 4.    | Michael Burri       | Gabin Moreau         | Ford Fiesta R2        | 4:49:21.4 | +16:03.6   | 12     |
| 5.    | Niko-Pekka Nieminen | Mikael Korhonen      | Ford Fiesta R2        | 4:51:51.2 | +18:33.4   | 10     |